# 陆叡 (北魏)
陸叡（5世纪—497年），鮮卑姓伏鹿孤氏，鮮卑名賀鹿渾，字思弼，代人。魏孝文帝时尚书左仆射。平原王陆丽次子。

## 生平
陸麗和後妻張黄龍所生之子，張黄龍开始是皇太子拓跋晃的宮人，拓跋晃把她賜给陸麗为妻。
陸麗去世，陸叡年十余岁，受号撫軍大将軍，嗣爵平原王。陸叡沈雅好学，折节下士。当时年未二十，时人以为他有宰辅才。娶东徐州刺史博陵崔鑑之女为妻。崔鉴说陆叡除了姓名重复为胡姓外，才识风度已甚可观。任北征都督，拜北部长。转任尚書，加散騎常侍。
太和八年（484年）正月，和隴西公拓跋琛持節为東西二道大使，褒善罚恶，声闻京师。後来担任北征都督，討柔然获胜。太和九年（485年）转任侍中、都曹尚書。陆叡经过邺城，见到李彪，引用李彪为馆客，厚礼相待。太和十一年（487年），柔然入侵北魏北境，陸叡率五千騎击破柔然，追至石磧，擒其帅赤阿突，将赤河突属下数百人俘虏，凱旋。加散騎常侍，转任尚書左僕射，兼北部尚書。
太和十六年（492年）正月，降封鉅鹿郡開国公。八月，担任使持節、鎮北大将軍，和陽平王元頤一起为都督，率領軍将軍斛律桓北征，再討柔然。陸叡加尚書令、衛将軍，击败柔然凱旋。母亲去世，陸叡辞职服喪。太和十七年（493年），魏孝文帝準備南征，起复陸叡为官，改号征北将軍。陸叡固辞，孝文帝不听，加陸叡領衛尉之任。後任使持節、都督恒肆朔三州諸軍事、征北将軍、恒州刺史，代行尚書令。
太和十九年（495年）、陸叡上表请求停止南征，孝文帝听从。他再请求皇帝回到平城，参见馮熙葬儀，后来問罪，剥奪都督三州諸軍事之任。改为都督恒朔二州諸軍事，受征北大将軍之号。
定州刺史穆泰以得病为由求转任恒州，孝文帝同意，以陸叡为散騎常侍、定州刺史。当时孝文帝元宏把京师从平城迁往洛阳，所亲任者多是中原地区汉族儒生，迁都引起了北魏皇族及鲜卑贵族中保守派的强烈反对。陸叡还没有去定州，联合穆泰、元丕等保守贵族反对孝文帝的迁都及改革，于平城作乱，反对迁都与改制。得到大多数代北贵族的支持。事败被俘。太和二十一年（497年）孝文帝将他赐死狱中。

## 姓氏和名字
北京大学中国古代史研究中心教授罗新认为，陆叡的姓氏伏鹿孤就是步六孤，也就是Bilge，据说本意是“智慧”，贺鹿浑与库傉官、骨利干一样，都是“Küliqan”的汉语音译形式，与高欢的本名贺六浑是同一个词。

## 家庭

### 夫人
- 博陵崔氏，北魏奋威将军、东徐州刺史、安平康侯崔鉴之女

### 儿子
- 陸希道，北魏平西将军、泾州刺史、淮阳男
- 陸希悦，北魏平南将軍、光禄大夫
- 陸希謐，北魏太尉参軍
- 陸希静，北魏邵郡太守
- 陸希質，东魏卫大将军、都官尚书